# Hymenoptychis scalpellalis
Hymenoptychis scalpellalis là một loài bướm đêm trong họ Crambidae.